# Cervillego de la Cruz
Cervillego de la Cruz is een gemeente in de Spaanse provincie Valladolid in de regio Castilië en León met een oppervlakte van 21,00 km². Cervillego de la Cruz telt 98 inwoners (1 januari 2016).

## Demografische ontwikkeling
Bron: INE, 1857-2011: volkstellingen